# Heikki Riipinen
Heikki Aleksi "Ale" Riipinen (Laukaa, Finlàndia Central, 28 de maig de 1883 – Espoo, Uusimaa, 3 de febrer de 1957) va ser un gimnasta finlandès que va competir durant els primers anys del segle xx.
El 1908 va prendre part en els Jocs Olímpics de Londres, on va guanyar la medalla de bronze en la prova del concurs complet per equips.